# Oursinita
L'oursinita és un mineral de la classe dels silicats, que pertany al grup de la sklodowskita. Rep el seu nom del francès oursin, en al·lusió a la seva aparença com un eriçó de mar.

## Característiques
L'oursinita és un nesosilicat de fórmula química Co(UO₂)₂(SiO₃OH)₂·6H₂O. Va ser aprovada com a espècie vàlida per l'Associació Mineralògica Internacional l'any 1982. Cristal·litza en el sistema ortoròmbic. La seva duresa a l'escala de Mohs es troba entre 3 i 3,5.
Segons la classificació de Nickel-Strunz, l'oursinita pertany a «09.AK: Estructures de nesosilicats (tetraedres aïllats), uranil nesosilicats i polisilicats» juntament amb els següents minerals: soddyita, cuproklodowskita, sklodowskita, boltwoodita, kasolita, natroboltwoodita, uranofana-β, uranofana, swamboïta, haiweeïta, metahaiweeïta, ranquilita, weeksita, coutinhoïta, ursilita, magnioursilita, calcioursilita i uranosilita.

## Formació i jaciments
Va ser descoberta a la mina Shinkolobwe, també coneguda com a Kasolo, a la localitat de Shinkolobwe, a Katanga, a la República Democràtica del Congo. Es tracta de l'únic indret on ha estat trobada aquesta espècie mineral.